# Yobai
Yobai (Nhật: 夜這い (Dạ giá)/ よばい/ ヨバイ Hepburn: thăm viếng về đêm) là một phong tục cổ của người Nhật Bản thường được thực hành bởi đàn ông và phụ nữ chưa có gia đình. Phong tục này đã từng phổ biến trên khắp Nhật Bản và vẫn được thực hành ở một số khu vực nông thôn cho đến đầu thời kỳ Minh Trị và thậm chí kéo dài đến thế kỷ 20.

## Mô tả
Vào buổi tối, người đàn ông sẽ lặng lẽ đến nhà người phụ nữ chưa có gia đình. Đàn ông sẽ trườn trong yên lặng vào phòng của người phụ nữ và cho biết ý định của mình. Nếu người phụ nữ đồng ý, họ sẽ quan hệ tình dục với nhau. Trước sáng hôm sau người đàn ông sẽ rời khỏi nhà. Gia đình của người phụ nữ nhận thức về điều này, nhưng giả vờ không biết. Nó là cách thức phổ biến để những người trẻ tìm kiếm tình nhân của mình và hai người sẽ thành vợ chồng khi người phụ nữ mang thai.
Theo nhà dân tộc học Akamatsu Keisuke, phong tục này thay đổi theo từng địa phương. Ở một số nơi tất cả mọi người phụ nữ sau dậy thì, dù có gia đình hay chưa, có thể được thăm viếng hàng đêm bởi một người đàn ông, dù là có vợ hay chưa có vợ, cùng làng hay từ các làng khác hoặc thậm chí là du khách. Ở một số khu vực chỉ có phụ nữ đã có gia đình hoặc góa chồng mới có thể được thăm viếng trong khi phụ nữ độc thân bị cấm. Nó cũng có nhiều biến thể; thí dụ, loại yobai "kín kẽ" là phong tục chỉ có đàn ông cùng làng mới có quyền đến thăm.